# Lista de deputados estaduais do Maranhão da 7.ª legislatura
Esta é a lista de deputados estaduais do Maranhão eleitos para legislatura 1971-1975. Os parlamentares irão legislar por um mandato de quatro anos. A cada biênio, é eleita uma mesa diretora dentre os parlamentares para chefiar os trabalhos da Assembleia Legislativa do Maranhão.

## Composição das bancadas
| Partido | Líder            | Bancada | Posição  |
| ------- | ---------------- | ------- | -------- |
| ARENA   | Ivar Saldanha    | 17 / 21 | Governo  |
| MDB     | José Bayma Serra | 4 / 21  | Oposição |

## Deputados Estaduais
O placar final na disputa pelas vinte e uma vagas na Assembleia Legislativa do Maranhão foi de dezessete para a ARENA e quatro para o MDB.
| Deputados estaduais eleitos             | Partido | Votação | Percentual | Cidade onde nasceu | Unidade federativa |
| Luís Rocha                              | ARENA   | 9.812   |            | Loreto             | Maranhão           |
| Ivar Saldanha                           | ARENA   | 9.485   |            | Rosário            | Maranhão           |
| Euvaldo Neiva de Sousa                  | ARENA   | 9.149   |            | Açailândia         | Maranhão           |
| Artur Carvalho                          | ARENA   | 8.861   |            | Cachoeira Grande   | Maranhão           |
| Nagib Haickel                           | ARENA   | 8.788   |            | Pindaré-Mirim      | Maranhão           |
| Napoleão Guimarães                      | ARENA   | 8.432   |            | São João dos Patos | Maranhão           |
| Wilson Ramos Neiva                      | ARENA   | 8.335   |            | Capinzal do Norte  | Maranhão           |
| João Alberto Souza                      | ARENA   | 8.197   |            | Bacabal            | Maranhão           |
| Manoel Maria Soares de Paiva            | ARENA   | 8.004   |            | Pinheiro           | Maranhão           |
| Eliezer Moreira                         | ARENA   | 7.932   |            | Rio de Janeiro     | Rio de Janeiro     |
| Antônio Pontes de Aguiar                | ARENA   | 7.364   |            | Chapadinha         | Maranhão           |
| Alberico de França Soares               | ARENA   | 6.980   |            | Imperatriz         | Maranhão           |
| Orlando Brito de Aquino                 | ARENA   | 6.664   |            | Rosário            | Maranhão           |
| Joaquim Sales de Oliveira Itapary Filho | ARENA   | 6.074   |            | Açailândia         | Maranhão           |
| Acrísio dos Santos Viegas               | ARENA   | 6.027   |            | Cururupu           | Maranhão           |
| Raimundo Gomes de Lima                  | ARENA   | 5.809   |            | Timon              | Maranhão           |
| Marconi Caldas                          | ARENA   | 5.721   |            | São Luís           | Maranhão           |
| Isaac Rubens Brito Dias                 | MDB     | 4.478   |            | São Bento          | Maranhão           |
| José Ribamar Bayma Serra                | MDB     | 4.286   |            | São Luís           | Maranhão           |
| José D'Assunção Brandão                 | MDB     | 4.042   |            | São Luís           | Maranhão           |
| Bernardo Coelho de Almeida              | MDB     | 3.771   |            | Bequimão           | Maranhão           |